# Flash con i Ronks
Flash con i Ronks (Bienvenue chez les Ronks ! in francese e Rolling with the Ronks! in inglese) è una serie animata francese prodotta dalla Xilam e trasmessa su Disney Channel e France 3. Il debutto ufficiale avviene in Polonia il 22 agosto 2016 su Disney Channel, mentre in Italia viene mandata in onda su Disney XD a partire dal 24 ottobre 2016 e su K2.

## Trama
Nell’anno 37.520 a.C. l’alieno Flash viene mandato in missione sulla Terra per introdurre ai Ronks, una tribù di cavernicoli dell’età della pietra, l’utilizzo della tecnologia in modo da aiutarli nel progresso della loro specie. Ma i nostri antenati non sembrano pronti a procedere nella loro evoluzione per cui ci sarà molto da lavorare!

## Personaggi
Personaggi Principali
- Flash: Alieno blu protagonista della serie. Di animo buono, fa di tutto per insegnare ai Ronks come sviluppare nuove tecnologie ma, per sua sfortuna, non sempre le sue lezioni riscontrano successo. Doppiato da Riccardo Peroni.
- Mila: Bambina appartenente alla tribù dei Ronks, spesso dimostra di essere molto matura per la sua età e di avere la stoffa del leader. Affezionatissima a Flash, lo ospita nella sua grotta insieme a suo zio Walter. Doppiata da Sabrina Bonfitto.
- Walter: Esperto cacciatore, robusto e forzuto, il suo compito è quello di procurare il cibo per il villaggio. A differenza di sua nipote Mila, verso la quale è iperprotettivo, non sempre si trova d'accordo con Flash e le sue idee innovative. Doppiato da Mattia Bressan.
- Mama: Capotribù del villaggio dei Ronks, severa ed autoritaria. Spesso dimostra di essere entusiasta delle innovazioni introdotte da Flash ma se qualcosa va storto non ci pensa due volte a proibirle. Doppiata da Marina Thovez.
- Mormagnon: Sciamano del villaggio, si oppone sempre alle innovazioni di Flash per trarre vantaggio dall’ignoranza dei Ronks e ricevere le loro offerte di cibo. Doppiato da Oliviero Corbetta.
- Godzi: Lucertola sputafuoco di Mormagnon, lo segue ovunque lo aiuta nella realizzazione dei suoi imbrogli.

Personaggi ricorrenti
- Maark: Capo dell’organizzazione aliena di cui fa parte Flash. Si occupa di tenere sotto controllo l’operato dei suoi agenti.
- Rob: Agente alieno acerrimo rivale di Flash, arrogante e presuntuoso, non perde mai l’occasione di prendersi gioco di lui.

## Produzione
La serie animata è prodotta dalla Xilam e distribuita dalla France Télévision in associazione con la divisione francese della Walt Disney Pictures Television Animation Distribution e Disney-ABC Domestic Television.